# Tour della nazionale maschile di rugby a 15 delle Figi 1954
Le Isole Figi nel 1954 si recano nuovamente in tour in Australia. Dopo una sconfitta su misura battono l'Australia nel secondo match e ripetono l'impresa del 1952.
Il bilancio è molto lusinghiero: 15 vittorie e solo 3 sconfitte. Sulla via del ritorno disputano anche un incontro contro la selezione neozelandese di Auckland.

## Risultati
Sistema di punteggio: meta = 3 punti, Trasformazione=2 punti. Punizione e calcio da mark=  3 punti. drop = 3 punti. 
| Sydney 8 maggio 1954 | South Harbour | 11 – 24 | Figi XV | North Oval |

| Manly 12 maggio 1954 | Metropolitan | 8 – 11 | Figi XV | (Oval) |

| Newcastle (Australia) 15 maggio 1954 | Newcastle | 15 – 28 | Figi XV | (Sports Ground) |

| Wollongong 19 maggio 1954 | South District | 0 – 64 | Figi XV |  |

| Sydney 22 maggio 1954 | New South Wales | 16 – 13 | Figi XV | (Cricket Ground) |

| Toowoomba 26 maggio 1954 | Toowoomba | 5 – 69 | Figi XV |  |

| Brisbane 29 maggio 1954 | Queensland | 16 – 53 | Figi XV |  |

| Brisbane 2 giugno 1954 | Brisbane | 9 – 34 | Figi XV | Exhibition Ground |

| Arbitro: | Tom Moore |

|                                                                            |           |                                                                            |
| mete: Cameron Cross, Jones Phipps, Tate trasf.: Barker, Tooth c.p.: Barker | Marcatori | mete: Burogolevu Cavalevu, Domoni Naborisi trasf.: Vatubua 2 c.p.: Vatubua |

| Tamworth (Australia) 9 giugno 1954 | New England | 14 – 37 | Figi XV |  |

| Wagga Wagga 12 giugno 1954 | Riverina | 6 – 29 | Figi XV |  |

| Melbourne 14 giugno 1954 | Victoria | 12 – 42 | Figi XV |  |

| Adelaide 16 giugno 1954 | Sud Australia | 8 – 21 | Figi XV |  |

| Sydney 19 giugno 1954 | New Sotuh Wales | 19 – 24 | Figi XV | (Cricket Ground) |

| Sydney 23 giugno 1954 | United Service | 16 – 27 | Figi XV | Parramatta |

| Arbitro: | Donald Furness |

|                                                      |           |                                               |
| mete: Cross Shehadie trasf.: Barker 2 c.p.: Barker 2 | Marcatori | mete: Saukuru Seruvatu c.p.:Nawalu, Ranavue 3 |

| Orange (Australia) 29 giugno 1954 | Central West | 14 – 17 | Figi XV |  |

| Auckland 3 luglio 1954 | Auckland | 39 – 3 | Figi XV |  |